# Клиодна
Клиодна, также Клидна (правильная транскрипция: Клина; ирл. Clíodhna, англ. Clíodhna) — кельтская богиня красоты, моря и загробной жизни, дочь последнего друида Ирландии, королева клана Мунстера, правившая из сида возле Мэллоу, графство Корк. Её вассалами были королевы фей Северного и Южного Мунстера Ивинн и Эйне. Обладает способностью превращаться в морскую волну и птицу. Существует поверье, что каждая девятая волна, разбивающаяся о берег, символизирует Клиодну. С помощью своей волшебной чаши может превращать воду в вино. Звуки её арфы могут остановить любой конфликт. Владеет тремя птицами, способными исцелять больных людей своим пением. Возлюбленная Киабана, юноши с красивыми локонами.
Однажды Киабан ушел охотиться, а за время его отсутствия бог моря Мананнан сын Лира усыпил Клиодну и вернул её назад на остров Блаженных.
В её честь назван кратер Клиодна на спутнике Юпитера Европе.